# Panesthia ornata
Panesthia ornata es una especie de cucaracha del género Panesthia, familia Blaberidae.

## Distribución
Esta especie se encuentra en Indonesia y Filipinas.